# Leucosigma uncifera
Leucosigma uncifera är en fjärilsart som beskrevs av Druce 1908. Leucosigma uncifera ingår i släktet Leucosigma och familjen nattflyn. Inga underarter finns listade i Catalogue of Life.